# Migliori prestazioni italiane nei 100 metri ostacoli

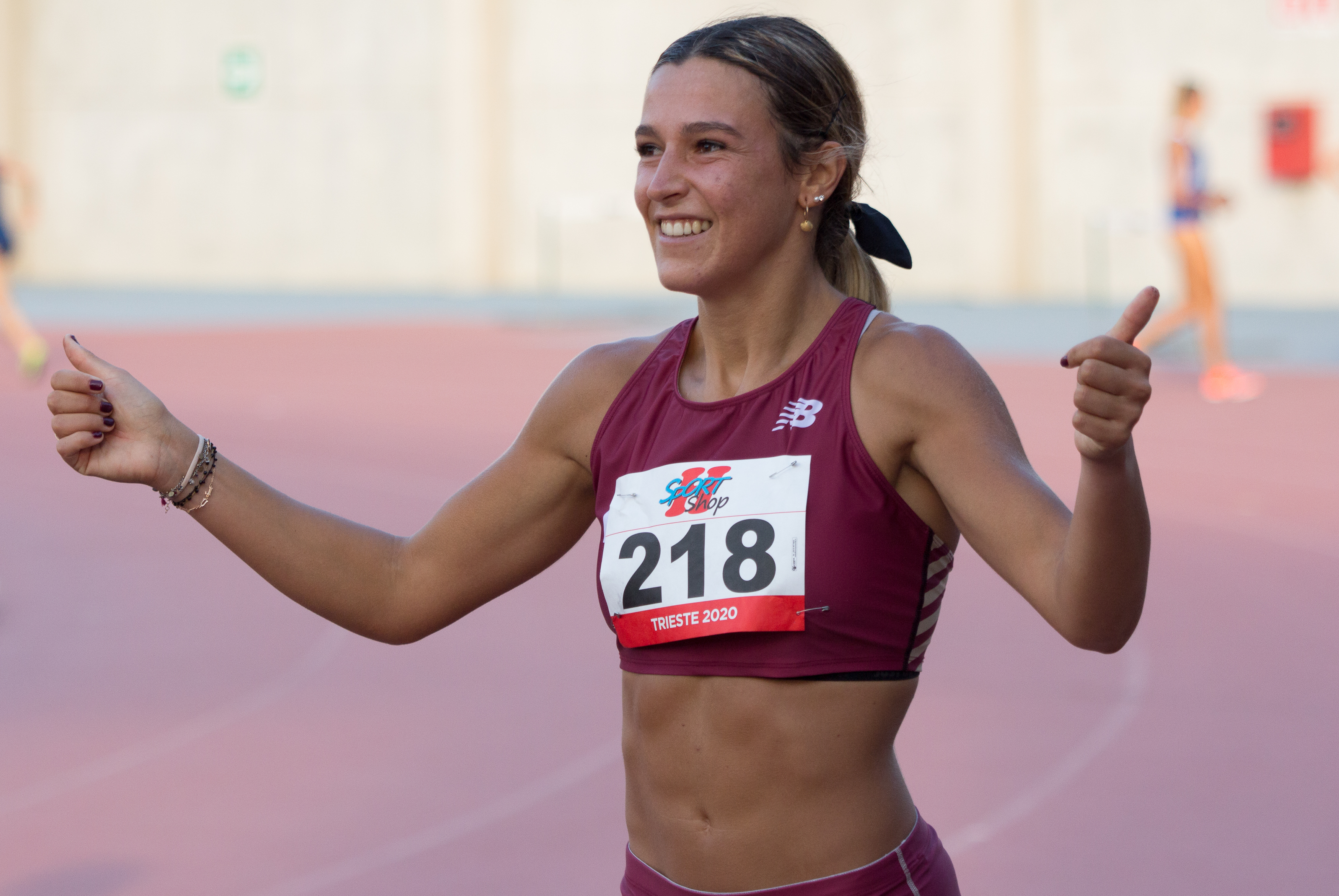
Luminosa Bogliolo, detentrice del primato italiano dei 100 hs

La lista delle migliori prestazioni italiane nei 100 metri ostacoli, aggiornata periodicamente dalla Federazione Italiana di Atletica Leggera, raccoglie i migliori risultati di tutti i tempi delle atlete italiane nella specialità dei 100 metri ostacoli.

## Femminili
Statistiche aggiornate al 29 giugno 2024.
|    | Tempo            | Atleta                      | Luogo             | Data           |
| -- | ---------------- | --------------------------- | ----------------- | -------------- |
| 1. | 12"75 (0,0 m/s)  | Luminosa Bogliolo           | Tokyo             | 1º agosto 2021 |
| 2. | 12"76 (+0,6 m/s) | Veronica Borsi              | Orvieto           | 2 giugno 2013  |
| 3. | 12"81 (+1,2 m/s) | Giada Carmassi              | Rabat             | 26 maggio 2025 |
| 4. | 12"84 (+1,9 m/s) | Elena Carraro               | Imperia           | 1 maggio 2025  |
| 5. | 12"85 (+1,8 m/s) | Marzia Caravelli            | Montgeron         | 13 maggio 2012 |
| 6. | 12"90 (+1,7 m/s) | Elisa Di Lazzaro            | Savona            | 13 maggio 2021 |
| 6. | 12"90 (+1,7 m/s) | Veronica Besana             | Espoo             | 14 luglio 2023 |
| 8. | 12"97 (+1,1 m/s) | Carla Tuzzi                 | Valencia          | 12 giugno 1994 |
| 9. | 12"98 (-1,3 m/s) | Micol Cattaneo              | Annecy            | 22 giugno 2008 |
| 9. | 12,98 (+0,8 m/s) | Angelika Elzbieta Węgierska | La Chaux-de-Fonds | 14 luglio 2024 |